# Departament de Comerç dels Estats Units

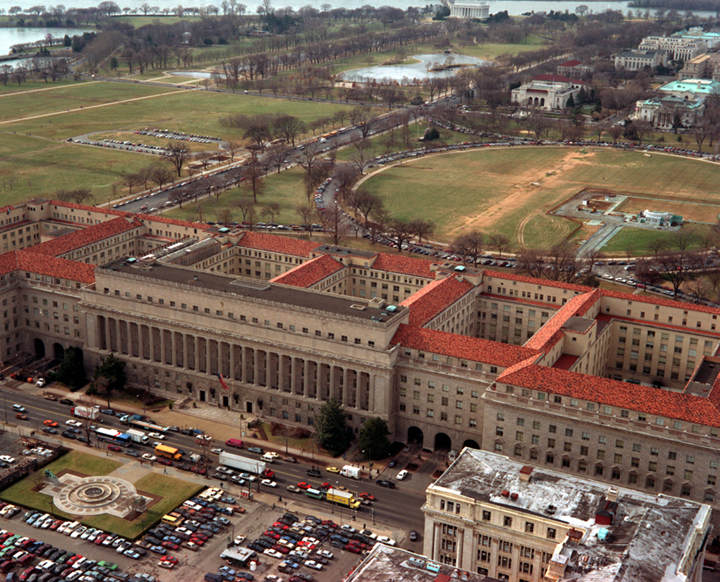
Edifici del Departament de Comerç dels Estats Units.

El Departament de Comerç dels Estats Units,en anglès: United States Department of Commerce (DOC), és el departament del govern (equivalent a un ministeri) dels Estats Units dedicat a la promoció del creixement econòmic d'aquest país. Originàriament creat el 14 de febrer de 1903 com el Departament de Comerç i Treball dels Estats Units i va ser reanomenat el 4 de març de 1913 al nom actual.
La missió del departament és "promoure la creació de llocs de treball i millorar el nivell de vida de tots els estatunidencs a través de la creació d'infraestructures que promocionin el creixement econòmic, la competitivitat tecnològica i el desenvolupament sostenible". Entre les seves tasques es troba la confecció de les dades de creixement econòmic i demogràfic per a prendre decisions de comerç per part del govern, l'emissió de les patents i marques registrades, i auxiliar en la preparació dels estàndards industrials.
Aquest departament actualment està administrat per la Secretaria de Comerç dels Estats Units.

## Unitats d'operació
- Oficina d'Indústria i Seguretat (BIS)
- Administració d'Economia i Estadístiques (ESA)
  - Oficina d'Anàlisi Econòmic (BEA)
  - Oficina del Cens
- Administració de Desenvolupament Econòmic (EDA)
- Administració de Negocio Internacionals (ITA)
- Agència de Desenvolupament de Negocis Minoritaris (MBDA)
- Administraciò Nacional d'Oceans i Atmosfera (NOAA)
  - Servei Nacional del Clima (NWS)
  - Oficina d'Investigació Oceànica i Atmosfèrica (OAR)
- Administració Nacional de Telecomunicacions i Informació (NTIA)
- Oficina de Patents i Marques Registrades (PTO)
- Administració Tecnològica (TA)
  - Institut Nacional d'Estàndards i Tecnologia (NIST)
  - Servei Nacional d'Informació Tècnica (NTIS)
  - Oficina de Polítiques Tecnològiques (OTP)

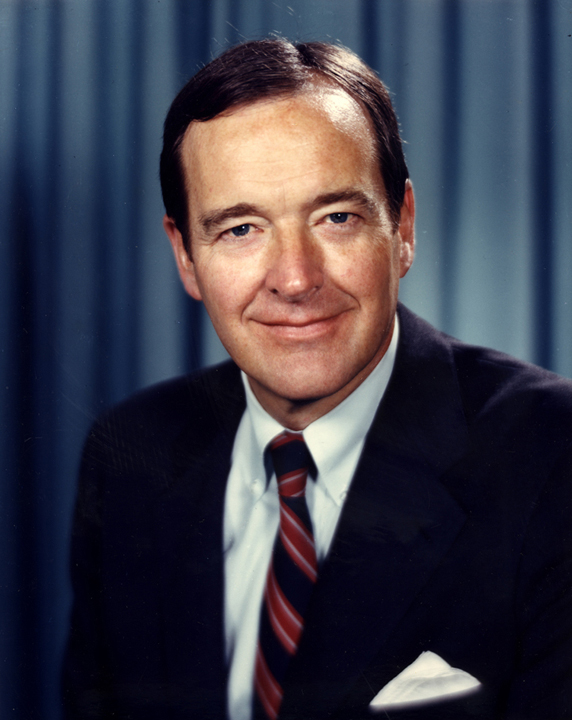
Frederick Dent Baily - 2 febrer de 1973 fins 26 de març de 1975 - Richard Nixon, Gerald Ford.